# Мадонська операція
Мадонська операція (рос. Мадонская операция) — фронтова наступальна операція радянських військ 2-го Прибалтійського фронту, що проводилася як подовження Режицько-Двінської операції з метою подолання Лубанської низовини в східній частині Латвії та розвитку подальшого наступу на Ригу. Операція проводилася у два етапи з 1 до 28 серпня 1944 року і військам фронту вдалося завдати поразки угрупованню противника, що протистояло, та просунутися на захід на глибину до 90 км.

## Історія
Перший етап операції — подолання Лубанської низовини — фактично розпочався 30 липня, хоча офіційно датою початку фронтової операції вважається 1 серпня. Відповідно до її задуму 10-та гвардійська, 3-тя та 4-та ударні армії 2-го Прибалтійського фронту генерала армії Єременко А. І. долали лісисто-болотисту Лубанську низовину і відбивали контратаки противника. Наприкінці 31 липня війська просунулися від 3 до 6 кілометрів і оволоділи містом Лівани. 22-га армія наступала по долині річки Даугави. У перші дні наступу найбільшого успіху здобула 10-та гвардійська армія: вона вийшла до 31 липня 1944 року на рубіж річки Педедзе і в ніч на 1 серпня форсувала її. Було перерізане шосе Лубана — Балві. Просунувшись ще до 10 кілометрів, 2 серпня війська армії опанували місто Варакляни, 3 серпня — місто Баркава. Протягом 5-6 серпня з напруженими боями 10-та гвардійська армія збільшила прорив до 16 кілометрів по фронту і вийшла на східний берег річки Гауя, захопивши справний залізничний міст та плацдарм на її західному берегу в районі на північний захід від Платес. 3-тя ударна армія підтримувала наступ у північно-західній частині Лубанської низовини на межі залізниці Крустпілс-Варакляни, де з боями долала великі болота. 6 серпня вона опанувала великий вузол німецького опору в Одзієнах, форсувала річку Айвієксте.
22-га армія наступала на лівому фланзі фронту. В її складі успішно діяв 130-й Латиський стрілецький корпус. 7 серпня його частини відрізали та оточили угруповання противника в районі міста Крустпілс, а наступного дня за сприяння 5-го танкового корпусу повністю знищили сил ворога та звільнили це місто. Лише полонених у ньому було захоплено понад 500 людей.
1 серпня війська 4-ї ударної армії звільнили місто Лівани, але потім її темпи наступу виявилися вкрай низькими, й просування загальмувалося.
До вечора 7 серпня Лубанська низовина була загалом подолана радянськими військами. 7 серпня 93-й гвардійський полк 29-ї гвардійської дивізії 10-ї гвардійської армії кидком вийшов на залізницю і шосейну дороги і перерізав їх за 6 кілометрів на північний схід від Мадони. Німецьке командування кинув проти нього значні сили, відкинув у ході запеклої контратаки із зайнятого рубежу та відрізав його від головних сил. Майже добу полк оборонявся та протримався до підходу головних сил. Цього дня вдалося також звільнити станції Лубану та Мейрани. Повільне просування із запеклими боями тривало й у наступні дні.
9 серпня частини армії перерізали залізницю Гулбене-Мадона. 12 серпня було взято населений пункт Лаздона і частини 10-ї гвардійської армії вийшли на околиці Мадони, перетвореної противником на потужний вузол опору. Протягом ночі місто було практично повністю оточене іншими дивізіями армії, а вдень 13 серпня взято потужним одночасним штурмом із трьох сторін.
За період боїв у Лубанській низовині і на підступах до Мадони були розгромлені німецькі 263-тя, 32-га і 227-ма піхотні дивізії вермахту і залишки 19-ї латиської гренадерської дивізії СС, посиленої дев'ятьма спеціальними батальйонами есесівців. У бій вводилися нові частини, у тому числі німецька 24-та піхотна дивізія.
В результаті проведеного першого етапу операції війська фронту за 10 днів подолали з боями Лубанські болота, оволоділи сильно укріпленими пунктами німецьких військ на сході Латвії, звільнили 7 міст.
На другому етапі — наступ на Ригу — командувач військами фронту генерал А. І. Єрьоменко вирішив змінити напрямок головного удару фронту, перекинувши 130-й Латиський стрілецький корпус у район Граудіте-Вевері. 17 серпня корпус перейшов у наступ, першого дня прорвав оборону німецьких військ і з ходу форсував три річки. Було звільнено велику станцію Калснава. До 24 серпня у районі Вієталви війська перейшли до оборони.
На інших ділянках фронту після оволодіння Мадоною радянські війська насилу домоглися незначного просування, а оборонний рубіж Мадона-Плявіняс прорвати не змогли. Тільки 17-18 серпня вдалося зайняти великий населений пункт Ерглі, знищити велике угруповання (до 2500 вбитих і полонених) противника і просунутися на 25 кілометрів. Але цей успіх виявився єдиним. Німецьке командування постійно проводило потужні контратаки, іноді по 4-6 на добу на одному напрямку, і навіть потіснило радянські війська в Ерглі місцями до 3 кілометрів. З 28 серпня війська фронту перейшли до оборони для підготовки наступу на Ригу.